# Campeonato Argentino de Futebol de 2025 – Quinta Divisão
O Torneo Promocional Amateur de 2025 é a segunda edição da Torneo Promocional Amateur, certame que representa a quinta divisão do futebol argentino para clubes diretamente afiliados à Associação do Futebol Argentino (AFA).
A disputa teve início em 15 de agosto e tem previsão de encerramento em 27 de setembro.

## Participantes
O Torneo Promocional Amateur de 2025 conta com 12 clubes (2 a menos em relação à 2024), remanescentes de 2024. São eles:

### Remanescentes de 2024 (em ordem alfabética)
- Atlético Pilar
- Barrancas UMET
- Belgrano de Zárate
- Defensores de Glew
- Deportivo Metalúrgico
- Estrella de Berisso
- Everton
- Ezeiza
- Juventud de Bernal
- Náutico Hacoaj
- Provincial de Empalme Lobos
- SAT

## Regulamento

### Sistema de disputa
O torneio será realizado em dois grupos, "A" e "B", cada um composto por seis equipes. Em cada grupo, as equipes se enfrentarão no sistema de pontos corridos, em dois turnos, com jogos de ida e volta. Ao término desta fase, os clubes que ocuparem o 1º lugar de cada grupo disputarão a Final do Torneo Promocional de 2025. Essa partida definirá a equipe que disputará uma repescagem contra o representante da Primera "C".

### Partida final por uma vaga na Primera División "C"
O primeiro colocado de cada uma das zonas ("A" e "B"), disputará a final em partida única, em estádio neutro. O vencedor será declarado campeão do Torneo Promocional Amateur de 2025 e conquistará o direito de disputar uma repescagem contra uma equipe da Primera División "C" que se classifique para tal. Em caso de empate ao final dos 90 minutos regulamentares, o desemapte será por meio de cobranças de pênaltis.

### Critérios de desempate
Em caso de igualdade na pontuação, são critérios de desempate: 1) melhor saldo de gols, 2) mais gols pró, 3) confronto direto (maior número de pontos, maior saldo de gols e maior número de gols pró).

## Fase de grupos

### Tabela do Grupo A
| #  | Equipe              | PTS | J | V | E | D | GP | GC | SG | Classificação     |
| -- | ------------------- | --- | - | - | - | - | -- | -- | -- | ----------------- |
| 1º | Atlético Pilar      | 0   | 0 | 0 | 0 | 0 | 0  | 0  | 0  | Final pelo título |
| 2º | Belgrano (Z)        | 0   | 0 | 0 | 0 | 0 | 0  | 0  | 0  |                   |
| 3º | Defensores de Glew  | 0   | 0 | 0 | 0 | 0 | 0  | 0  | 0  |                   |
| 4º | Estrella de Berisso | 0   | 0 | 0 | 0 | 0 | 0  | 0  | 0  |                   |
| 5º | Ezeiza              | 0   | 0 | 0 | 0 | 0 | 0  | 0  | 0  |                   |
| 6º | SAT                 | 0   | 0 | 0 | 0 | 0 | 0  | 0  | 0  |                   |

| Fontes: Promiedos ― Solo Ascenso |

### Tabela do Grupo B
| #   | Equipe                | PTS | J | V | E | D | GP | GC | SG | Classificação     |
| --- | --------------------- | --- | - | - | - | - | -- | -- | -- | ----------------- |
| 1.º | Barrancas UMET        | 0   | 0 | 0 | 0 | 0 | 0  | 0  | 0  | Final pelo título |
| 2.º | Deportivo Metalúrgico | 0   | 0 | 0 | 0 | 0 | 0  | 0  | 0  |                   |
| 3.º | Everton               | 0   | 0 | 0 | 0 | 0 | 0  | 0  | 0  |                   |
| 4.º | Juventud de Bernal    | 0   | 0 | 0 | 0 | 0 | 0  | 0  | 0  |                   |
| 5.º | Náutico Hacoaj        | 0   | 0 | 0 | 0 | 0 | 0  | 0  | 0  |                   |
| 6.º | Provincial (EL)       | 0   | 0 | 0 | 0 | 0 | 0  | 0  | 0  |                   |

| Fontes: Promiedos ― Solo Ascenso |

### Jogos
| 15 de agosto de 2025 A | FC Ezeiza | ― | Defensores de Glew |  |  |
|                        |           |   |                    |  |  |

| 15 de agosto de 2025 A | Atlético Pilar | ― | Belgrano (Zárate) |  |  |
|                        |                |   |                   |  |  |

| 16 de agosto de 2025 B | Barrancas FC | ― | Everton de La Plata |  |  |
|                        |              |   |                     |  |  |

| 16 de agosto de 2025 B | Náutico Hacoaj | ― | Deportivo Metalúrgico |  |  |
|                        |                |   |                       |  |  |

| 17 de agosto de 2025 A | Estrella de Berisso | ― | SAT |  |  |
|                        |                     |   |     |  |  |

| 17 de agosto de 2025 B | Juventud de Bernal | ― | Provincial de Lobos |  |  |
|                        |                    |   |                     |  |  |

| 20 de agosto de 2025 A | Atlético Pilar | ― | FC Ezeiza |  |  |
|                        |                |   |           |  |  |

| 20 de agosto de 2025 A | Belgrano (Zárate) | ― | Estrella de Berisso |  |  |
|                        |                   |   |                     |  |  |

| 20 de agosto de 2025 A | SAT | ― | Defensores de Glew |  |  |
|                        |     |   |                    |  |  |

| 20 de agosto de 2025 B | Provincial de Lobos | ― | Deportivo Metalúrgico |  |  |
|                        |                     |   |                       |  |  |

| 20 de agosto de 2025 B | Everton de La Plata | ― | Náutico Hacoaj |  |  |
|                        |                     |   |                |  |  |

| 20 de agosto de 2025 B | Juventud de Bernal | ― | Barrancas FC |  |  |
|                        |                    |   |              |  |  |

| 23 de agosto de 2025 A | FC Ezeiza | ― | SAT |  |  |
|                        |           |   |     |  |  |

| 23 de agosto de 2025 A | Defensores de Glew | ― | Belgrano (Zárate) |  |  |
|                        |                    |   |                   |  |  |

| 23 de agosto de 2025 A | Estrella de Berisso | ― | Atlético Pilar |  |  |
|                        |                     |   |                |  |  |

| 23 de agosto de 2025 B | Barrancas FC | ― | Provincial de Lobos |  |  |
|                        |              |   |                     |  |  |

| 23 de agosto de 2025 B | Náutico Hacoaj | ― | Juventud de Bernal |  |  |
|                        |                |   |                    |  |  |

| 23 de agosto de 2025 B | Deportivo Metalúrgico | ― | Everton de La Plata |  |  |
|                        |                       |   |                     |  |  |

| 27 de agosto de 2025 A | Estrella de Berisso | ― | FC Ezeiza |  |  |
|                        |                     |   |           |  |  |

| 27 de agosto de 2025 A | Atlético Pilar | ― | Defensores de Glew |  |  |
|                        |                |   |                    |  |  |

| 27 de agosto de 2025 A | Belgrano (Zárate) | ― | SAT |  |  |
|                        |                   |   |     |  |  |

| 27 de agosto de 2025 B | Provincial de Lobos | ― | Everton de La Plata |  |  |
|                        |                     |   |                     |  |  |

| 27 de agosto de 2025 B | Juventud de Bernal | ― | Deportivo Metalúrgico |  |  |
|                        |                    |   |                       |  |  |

| 27 de agosto de 2025 B | Barrancas FC | ― | Náutico Hacoaj |  |  |
|                        |              |   |                |  |  |

| 30 de agosto de 2025 A | FC Ezeiza | ― | Belgrano (Zárate) |  |  |
|                        |           |   |                   |  |  |

| 30 de agosto de 2025 A | SAT | ― | Atlético Pilar |  |  |
|                        |     |   |                |  |  |

| 30 de agosto de 2025 A | Defensores de Glew | ― | Estrella de Berisso |  |  |
|                        |                    |   |                     |  |  |

| 30 de agosto de 2025 B | Náutico Hacoaj | ― | Provincial de Lobos |  |  |
|                        |                |   |                     |  |  |

| 30 de agosto de 2025 B | Deportivo Metalúrgico | ― | Barrancas FC |  |  |
|                        |                       |   |              |  |  |

| 30 de agosto de 2025 B | Everton de La Plata | ― | Juventud de Bernal |  |  |
|                        |                     |   |                    |  |  |

| 6 de setembro de 2025 A | Defensores de Glew | ― | FC Ezeiza |  |  |
|                         |                    |   |           |  |  |

| 6 de setembro de 2025 A | SAT | ― | Estrella de Berisso |  |  |
|                         |     |   |                     |  |  |

| 6 de setembro de 2025 A | Belgrano (Zárate) | ― | Atlético Pilar |  |  |
|                         |                   |   |                |  |  |

| 6 de setembro de 2025 B | Provincial de Lobos | ― | Juventud de Bernal |  |  |
|                         |                     |   |                    |  |  |

| 6 de setembro de 2025 B | Everton de La Plata | ― | Barrancas FC |  |  |
|                         |                     |   |              |  |  |

| 6 de setembro de 2025 B | Deportivo Metalúrgico | ― | Náutico Hacoaj |  |  |
|                         |                       |   |                |  |  |

| 10 de setembro de 2025 A | FC Ezeiza | ― | Atlético Pilar |  |  |
|                          |           |   |                |  |  |

| 10 de setembro de 2025 A | Estrella de Berisso | ― | Belgrano (Zárate) |  |  |
|                          |                     |   |                   |  |  |

| 10 de setembro de 2025 A | Defensores de Glew | ― | SAT |  |  |
|                          |                    |   |     |  |  |

| 10 de setembro de 2025 B | Deportivo Metalúrgico | ― | Provincial de Lobos |  |  |
|                          |                       |   |                     |  |  |

| 10 de setembro de 2025 B | Náutico Hacoaj | ― | Everton de La Plata |  |  |
|                          |                |   |                     |  |  |

| 10 de setembro de 2025 B | Barrancas FC | ― | Juventud de Bernal |  |  |
|                          |              |   |                    |  |  |

| 13 de setembro de 2025 A | SAT | ― | FC Ezeiza |  |  |
|                          |     |   |           |  |  |

| 13 de setembro de 2025 A | Belgrano (Zárate) | ― | Defensores de Glew |  |  |
|                          |                   |   |                    |  |  |

| 13 de setembro de 2025 A | Atlético Pilar | ― | Estrella de Berisso |  |  |
|                          |                |   |                     |  |  |

| 13 de setembro de 2025 B | Provincial de Lobos | ― | Barrancas FC |  |  |
|                          |                     |   |              |  |  |

| 13 de setembro de 2025 B | Juventud de Bernal | ― | Náutico Hacoaj |  |  |
|                          |                    |   |                |  |  |

| 13 de setembro de 2025 B | Everton de La Plata | ― | Deportivo Metalúrgico |  |  |
|                          |                     |   |                       |  |  |

| 17 de setembro de 2025 A | FC Ezeiza | ― | Estrella de Berisso |  |  |
|                          |           |   |                     |  |  |

| 17 de setembro de 2025 A | Defensores de Glew | ― | Atlético Pilar |  |  |
|                          |                    |   |                |  |  |

| 17 de setembro de 2025 A | SAT | ― | Belgrano (Zárate) |  |  |
|                          |     |   |                   |  |  |

| 17 de setembro de 2025 B | Everton de La Plata | ― | Provincial de Lobos |  |  |
|                          |                     |   |                     |  |  |

| 17 de setembro de 2025 B | Deportivo Metalúrgico | ― | Juventud de Bernal |  |  |
|                          |                       |   |                    |  |  |

| 17 de setembro de 2025 B | Náutico Hacoaj | ― | Barrancas FC |  |  |
|                          |                |   |              |  |  |

| 20 de setembro de 2025 A | Belgrano (Zárate) | ― | FC Ezeiza |  |  |
|                          |                   |   |           |  |  |

| 20 de setembro de 2025 A | Atlético Pilar | ― | SAT |  |  |
|                          |                |   |     |  |  |

| 20 de setembro de 2025 A | Estrella de Berisso | ― | Defensores de Glew |  |  |
|                          |                     |   |                    |  |  |

| 20 de setembro de 2025 B | Provincial de Lobos | ― | Náutico Hacoaj |  |  |
|                          |                     |   |                |  |  |

| 20 de setembro de 2025 B | Barrancas FC | ― | Deportivo Metalúrgico |  |  |
|                          |              |   |                       |  |  |

| 20 de setembro de 2025 B | Juventud de Bernal | ― | Everton de La Plata |  |  |
|                          |                    |   |                     |  |  |

## Fase final
| \| \| 1º lugar do grupo A \| ― \| 1º lugar do grupo B \| \| \| \| \| \| \| \| \| \| |                     |   |                     |  |  |
|                                                                                     | 1º lugar do grupo A | ― | 1º lugar do grupo B |  |  |
|                                                                                     |                     |   |                     |  |  |